# Abbaye Notre-Dame du Paraclet
Pour les articles homonymes, voir Abbaye du Paraclet.
L'ancienne abbaye Notre-Dame du Paraclet, située sur le territoire de la commune de Cottenchy, dans le département de la Somme, au sud d'Amiens, était une abbaye de moniales cisterciennes, aujourd'hui disparue, fondée au XIIIe siècle et désertée au XVIIe siècle à cause des invasions espagnoles.

## Histoire
En 1218, à l'emplacement de l'ermitage de sainte Ulphe, Enguerrand II de Boves fonda une abbaye de moniales cisterciennes. Il y fut inhumé ainsi que son épouse Ade de Nesle. Leurs filles Marguerite et Isabelle en furent les premières abbesses.
Fuyant les invasions espagnoles, les religieuses quittèrent leur abbaye au XVIIe siècle, se réfugièrent à Amiens et y déménagèrent définitivement en 1648. L'abbaye fut supprimée en 1790 ; ses biens déclarés bien national furent mis en vente.

## Vestiges
Le seul vestige architectural de cette abbaye est un simple logis du XVIIIe siècle.
Subsistent également trois pièces d'orfèvrerie dont deux sont particulièrement remarquables : 
- La croix du Paraclet (début XIIIe siècle) - chef-d’œuvre orfèvrerie médiévale - est composée d'une âme de chêne recouvert de feuilles d'argent en partie dorée, garnie de pierres précieuses et ornée de filigranes. 
  - à l'avers: est gravé le Christ crucifié avec à ses pieds Adam sur un fond niellé, le tout est très finement ciselé. Chaque extrémité de la croix est orné d'un quadrilobe décoré de filigranes et de pierres gravées;
  - au revers: à chacune des extrémités sur un quadrilobe, est finement ciselé le symbole d'un des évangélistes, au centre figure l'Agnus Dei. Sous des cristaux oblongs sont incrustées des reliques; cette croix est classée monument historique au titre d'objet par arrêté du 25 février 1899[3].

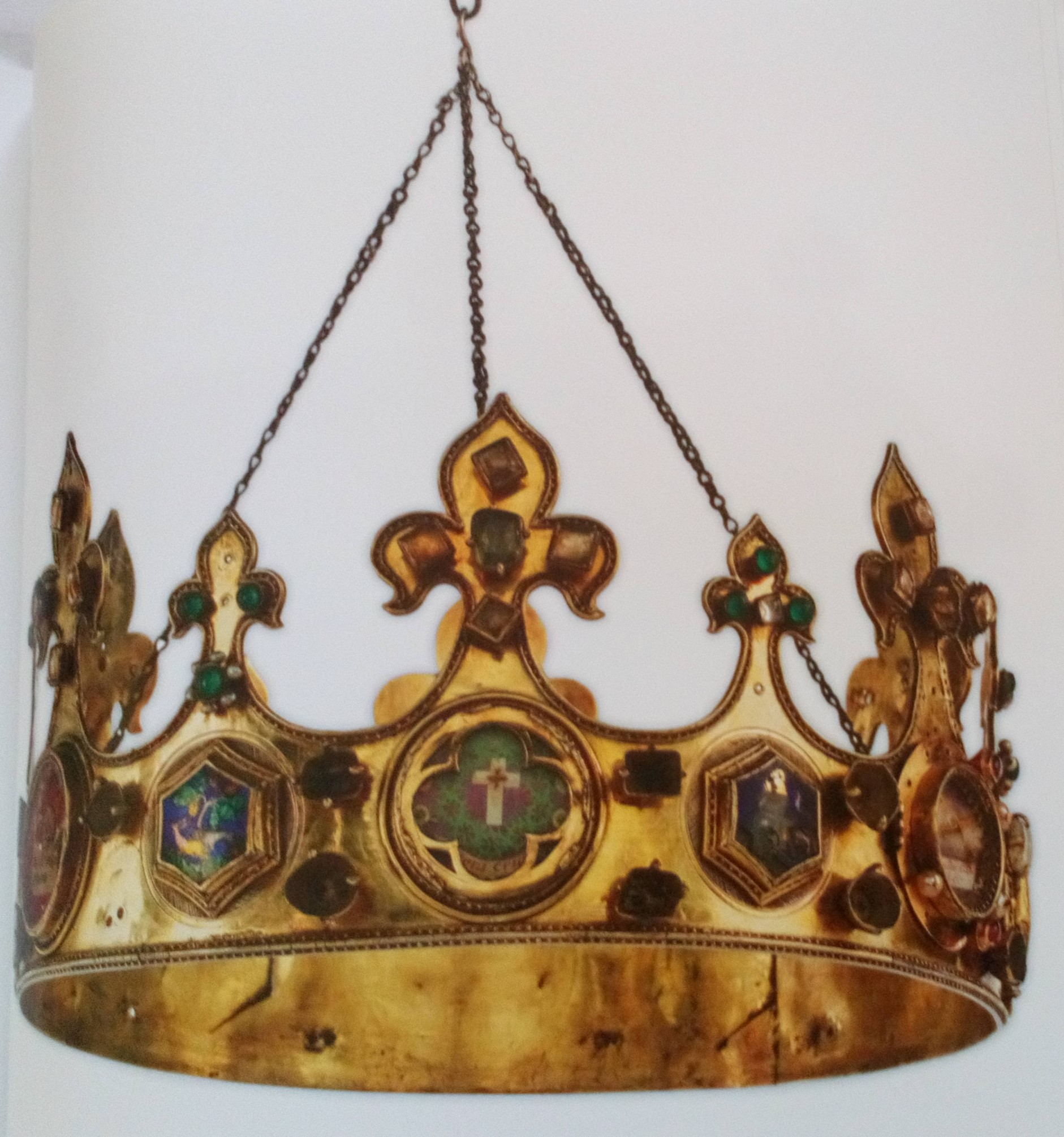

- une couronne-reliquaire en argent doré (début XIVe siècle), cercle d'argent surmonté de douze fleurs de lis (alternativement une grande et une petite) est garni de cabochons et de perles fines. Sous chaque grande fleur de lis un quadrilobe en cristal est garni de reliques. Elle est classée monument historique au titre d'objet[4].
- un vase reliquaire (XIVe siècle), en argent doré, formé d'un gobelet en cristal de roche à douze facettes monté sur un pied lui aussi à douze facettes. Un couvercle à cabochon décoré de nielles, intailles et émaux ferme le reliquaire, il est surmonté d'une croix avec Jésus crucifié.

Ces pièces sont conservées au Trésor de la cathédrale Notre-Dame d'Amiens, depuis 1858.